# La Loggia (Palermo)
La Loggia vagy Castellammare, Palermo egyik történelmi negyede.

## Név eredete
A negyedben a La Cala kikötő mellett működött a Castello a Mare erődítmény, amely 1860-ban a Palermói felkeléskor várbörtönként funkcionált,  súlyos károkat szenvedett, 1923-ban pedig lebontották.  

## Nevezetességek

### Templomok
- Szent Domonkos-templom
- Valverde-i Szűz Mária-templom
- Szent Zita-templom
- Szent György-templom
- Antiochiai Szent Ignác-templom
- Kisangyalok-temploma
- Szent Joachim-templom
- Szent Szűz-templom
- Porta San Giorgia Nagyboldogasszony-temploma
- Máté apostol-templom, Cassaro
- Katalán Szent Eulália-templom
- Szent Zsófia-templom
- András apostol-templom
- Remete Szent Antal-templom

### Kápolnák
- Alexandriai Szent Katalin-kápolna
- Néri Szent Fülöp-kápolna
- Elesettek kápolnája a Máté apostol-templomban
- Rózsafüzér királynője kápolnája a Szent Zita-templomban
- Rózsafüzér királynője kápolnája a Szent Domonkos-templomban

### Piacok
- Vucciria: a város egyik történelmi piaca

### Várak
- Castello a Mare

### Szökőkútak
- Fontana della Doganella
- Fontana del Garraffello
- Genio del Garraffo

### Paloták
- Palazzo Alliata di Pietratagliata
- Palazzo Branciforte
- Palazzo Moncada di Paternò
- Postapalota

### Városkapuk és falak
- Porta San Giorgio
- Porta Carbone
- Porta della Calcina
- Porta della Dogana